# Primi ministri dello Yemen
Nelle liste seguenti sono elencati:
- i primi ministri del Regno Mutawakkilita dello Yemen, dal 1918 al 1962;
- i primi ministri della Repubblica Araba dello Yemen, o Yemen del Nord, dal 1962 al 1990;
- i primi ministri della Repubblica Democratica Popolare dello Yemen, o Yemen del Sud, dal 1967 al 1990.
- i primi ministri dello Yemen dall'unificazione del 1990 ad oggi;

## Primi ministri del Regno Mutawakkilita dello Yemen (1918-1962)
| Primo ministro                 | Mandato          | Mandato          |
| Primo ministro                 | Dal              | Al               |
| ------------------------------ | ---------------- | ---------------- |
| Ibrahim bin Yahya Hamid al-Din | 17 febbraio 1948 | 18 febbraio 1948 |
| Ali ibn Abdullah al-Wazir      | 18 febbraio 1948 | aprile 1948      |
| Hassan ibn Yahya               | aprile 1948      | 18 giugno 1955   |

## Primi ministri della Repubblica Araba dello Yemen (1962-1990)
| Primo ministro          | Durata Mandato                               |
| ʿAbd Allāh al-Sallāl    | dal 28 settembre 1962 al 26 aprile 1963      |
| Abdul Latif Dayfallah   | dal 26 aprile 1963 al 5 ottobre 1963         |
| Abdul Rahman al-Iryani  | dal 5 ottobre 1963 al 10 febbraio 1964       |
| Hassan al-Amri          | dal 10 febbraio 1964 al 29 aprile 1964       |
| Hamoud al-Gayifi        | dal 29 aprile 1964 al 6 gennaio 1965         |
| Hassan al-Amri          | dal 6 gennaio 1965 al 20 aprile 1965         |
| Ahmad Muhammad Numan    | dal 20 aprile 1965 al 6 luglio 1965          |
| ʿAbd Allāh al-Sallāl    | dal 6 luglio 1965 al 21 luglio 1965          |
| Hassan al-Amri          | dal 21 luglio 1965 al 18 settembre 1966      |
| ʿAbd Allāh al-Sallāl    | dal 18 settembre 1966 al 5 novembre 1967[1]  |
| Mohsin Ahmad al-Aini    | dal 5 novembre 1967 al 21 dicembre 1967      |
| Hassan al-Amri          | dal 21 dicembre 1967 al 9 luglio 1969        |
| Abdul Salam Sabrah      | dal 9 luglio 1969 al 29 luglio 1969[2]       |
| Mohsin Ahmad al-Aini    | dal 29 luglio 1969 al 2 settembre 1969       |
| Abdullah Kurshumi       | dal 2 settembre 1969 al 5 febbraio 1970      |
| Mohsin Ahmad al-Aini    | dal 5 febbraio 1970 al 26 febbraio 1971      |
| Abdul Salam Sabrah      | dal 26 febbraio 1971 al 3 maggio 1971[2]     |
| Ahmad Muhammad Numan    | dal 3 maggio 1971 al 24 agosto 1971          |
| Hassan al-Amri          | dal 24 agosto 1971 al 5 settembre 1971       |
| Abdul Salam Sabrah      | dal 5 settembre 1971 al 18 settembre 1971[2] |
| Mohsin Ahmad al-Aini    | dal 18 settembre 1971 al 30 dicembre 1972    |
| Kadhi Abdullah al-Hagri | dal 30 dicembre 1972 al 10 febbraio 1974     |
| Hassan Muhammad Makki   | dal 10 febbraio 1974 al 22 giugno 1974[1]    |
| Mohsin Ahmad al-Aini    | dal 22 giugno 1974 al 16 gennaio 1975        |
| Abdul Latif Dayfallah   | dal 16 gennaio 1975 al 25 gennaio 1975[2]    |
| Abdul Aziz Abdul Ghani  | dal 25 gennaio 1975 al 15 ottobre 1980       |
| Abd Al-Karim Al-Iryani  | dal 15 ottobre 1980 al 13 novembre 1983      |
| Abdul Aziz Abdul Ghani  | dal 13 novembre 1983 al 22 maggio 1990       |

## Primi ministri della Repubblica Democratica Popolare dello Yemen (1967-1990)
| Presidente               | Durata Mandato                           |
| Faysal al-Shaabi         | dal 6 aprile 1969 al 22 giugno 1969      |
| Muhammad Ali Haitham     | dal 23 giugno 1969 al 2 agosto 1971      |
| Ali Nasir Muhammad       | dal 2 agosto 1971 al 14 febbraio 1985    |
| Haydar Abu Bakr al-Attas | dal 14 febbraio 1985 all'8 febbraio 1986 |
| Yasin Said Numan         | dall'8 febbraio 1986 al 22 maggio 1990   |

Unificazione dello Yemen (22 maggio 1990 - 21 maggio 1994)
- Haidar Abu Bakr al-Attas - dal 21 maggio 1994 al 7 luglio 1994

## Primi ministri dello Yemen unificato (1990-oggi)
| Primo ministro           | Mandato           | Mandato           |
| Primo ministro           | Dal               | Al                |
| ------------------------ | ----------------- | ----------------- |
| Haydar Abu Bakr al-Attas | 22 maggio 1990    | 9 maggio 1994     |
| Muhammad Said al-Attar   | 9 maggio 1994     | 6 ottobre 1994    |
| Abdul Aziz Abdul Ghan    | 6 ottobre 1994    | 14 maggio 1997    |
| Faraj Said Bin Ghanem    | 14 maggio 1997    | 29 aprile 1998    |
| Abd Al-Karim Al-Iryani - | 29 aprile 1998    | 31 marzo 2001     |
| Abdul Qadir Bajamal      | 31 marzo 2001     | 7 aprile 2007     |
| Ali Muhammad Mujawar     | 7 aprile 2007     | 10 dicembre 2011  |
| Mohammed Basindawa       | 10 dicembre 2011  | 21 settembre 2014 |
| Abdullah Mohsen al-Akwa  | 21 settembre 2014 | 9 novembre 2014   |
| Khaled Bahah             | 9 novembre 2014   | 3 aprile 2016     |
| Ahmed Obeid bin Daghr    | 4 aprile 2016     | 15 ottobre 2018   |
| Maeen Abdulmalik Saeed   | 15 ottobre 2018   | 5 febbraio 2024   |
| Ahmad Awad bin Mubarak   | 5 febbraio 2024   |                   |